# Episodi di Betty la fea - La storia continua
La prima stagione della serie televisiva Betty la fea - La storia continua è stata pubblicata dalla piattaforma di streaming on demand Prime Video dal 19 luglio al 16 agosto 2024.
| nº | Titolo originale                   | Titolo                                   | Prima TV       |
| -- | ---------------------------------- | ---------------------------------------- | -------------- |
| 1  | La reconciliación                  | Ricongiungimenti                         | 19 luglio 2024 |
| 2  | Betty al poder                     | Betty prende il potere                   | 19 luglio 2024 |
| 3  | Betty, presidenta                  | Betty, la presidentessa                  | 26 luglio 2024 |
| 4  | Des-Armando                        | Dis-Armando                              | 26 luglio 2024 |
| 5  | Tu cárcel                          | In prigione                              | 2 agosto 2024  |
| 6  | Sueño de una larga noche de verano | Sogno di una lunga notte di mezza estate | 2 agosto 2024  |
| 7  | La caja de los recuerdos           | La scatola dei ricordi                   | 9 agosto 2024  |
| 8  | La noche menos pensada             | La più improbabile delle serate          | 9 agosto 2024  |
| 9  | Borró cassette                     | Black-out totale                         | 16 agosto 2024 |
| 10 | No culpes a la playa               | Non diamo la colpa alla spiaggia         | 16 agosto 2024 |